# Phycinae
Cet article concerne un poisson. Pour la sous-famille de diptères thérévidés, voir Phycinae (insecte).
Sous-famille
Les Phycinae sont une sous-famille de poissons marins appartenant à l'ordre des Gadiformes. 

## Liste des genres
Selon ITIS (12 juin 2018) :
- Ciliata Couch, 1832
- Enchelyopus Bloch et Schneider, 1801
- Gaidropsarus Rafinesque, 1810
- Phycis Artedi in Walbaum, 1792 - mostelles
- Raniceps Oken, 1817
- Urophycis Gill, 1863 - merluches

Dans d'autres classifications, la sous-famille est élevée au rang de famille : celle des Phycidae. Elle ne contient alors que deux genres : selon BioLib (12 juin 2018) :
- Phycis Artedi, 1792
- Urophycis Gill, 1863